# Renault R27
Pour les articles homonymes, voir R27.
Chronologie des modèles (2007)
Renault R26 Renault R28
La Renault R27 est la monoplace de Formule 1 engagée par le Renault F1 Team en championnat du monde FIA de Formule 1 en 2007. Elle est pilotée par l'Italien Giancarlo Fisichella et le Finlandais Heikki Kovalainen. Les pilotes d'essais sont les Brésiliens Ricardo Zonta et Nelson Angelo Piquet. La R27 présente des formes très complexes dont l'élément le plus spectaculaire est l'intégration des rétroviseurs aux arêtes prolongeant les pontons. C'est le sixième modèle de Formule 1 conçu entièrement par Renault depuis son retour sous son nom propre.

## Historique
Les premières images de la Renault R27 ont été prises lors d'une séance d'essais effectuée par l'écurie française sur le  circuit de Silverstone en Grande-Bretagne, le 10 janvier 2007. Il s'agit d'un simple test aérodynamique d'une vingtaine de kilomètres, pour la plupart en ligne droite. La livrée aperçue ce jour-là est identique à celle arborée par le châssis R27-02 à Jerez, en Espagne, lors de son véritable baptême en piste, le mardi 16 janvier 2007, par le pilote italien Giancarlo Fisichella.
La livrée ornant la monoplace ce jour-là n'utilise donc pas encore les couleurs définitives ; le jaune est situé au même endroit que sur la Renault R26 de 2006 alors que le bleu nuit remplace le bleu ciel de Mild Seven. Les couleurs définitives sont présentées la semaine suivante à Amsterdam, base du nouveau commanditaire titre, l'institution financière néerlandaise ING. Néanmoins, on en a un aperçu ce même mardi 16 janvier 2007 sur les camions transporteurs de l'écurie ornés d'une bande orange et noire séparant le jaune Renault du blanc.
La première journée d'essai complète de la R27 ne se déroule pas sans incident : Fisichella rentre au garage à pied après l'explosion de son moteur lors de son dernier tour de la journée. Il couvre néanmoins 33 tours de piste sans incident majeur autre que cette panne. Fisichella boucle son meilleur tour en 1 min 20 s 683, soit 3 dixièmes à peine plus vite que le débutant Kazuki Nakajima, nouvel essayeur de Williams F1 Team, sur une FW28B de l'année précédente motorisée par Toyota Motorsport. L'adaptation difficile aux pneus Bridgestone, manufacturier unique en 2007, est une des réponses possible à ce faible écart. Le premier roulage de la R27 est néanmoins essentiellement dirigé vers la fiabilité.
Le lendemain, le mercredi 17 janvier 2007, deux R27 sont en piste à Jerez, aux mains de Fisichella et du Finlandais Heikki Kovalainen. Renault est ainsi la première écurie à mettre en piste deux monoplaces 2007.

## Spécifications techniques complètes

### Châssis
- Conception : Renault
- Matériau : Nid d'abeille avec fibre de carbone
- Longueur : 4 800 mm
- Largeur : 1 800 mm
- Hauteur : 950 mm
- Empattement : 3 100 mm
- Voie avant : quille en V
- Poids (eau, huile et pilote à bord) : 605 kg
- Roues OZ Racing 13" (avant et arrière)
- Freins : Frein carbone - Carbone (disque et plaquette) par Hitco,(étriers) par AP Racing
- Pneumatiques : Bridgestone Potenza

### Boîte de vitesses
- Conception : Renault
- Positionnement: longitudinal
- Commande : semi-automatique séquentielle à contrôle électronique
- Nombre de rapports : 7 + marche arrière
- Différentiel : autobloquant

### Moteur

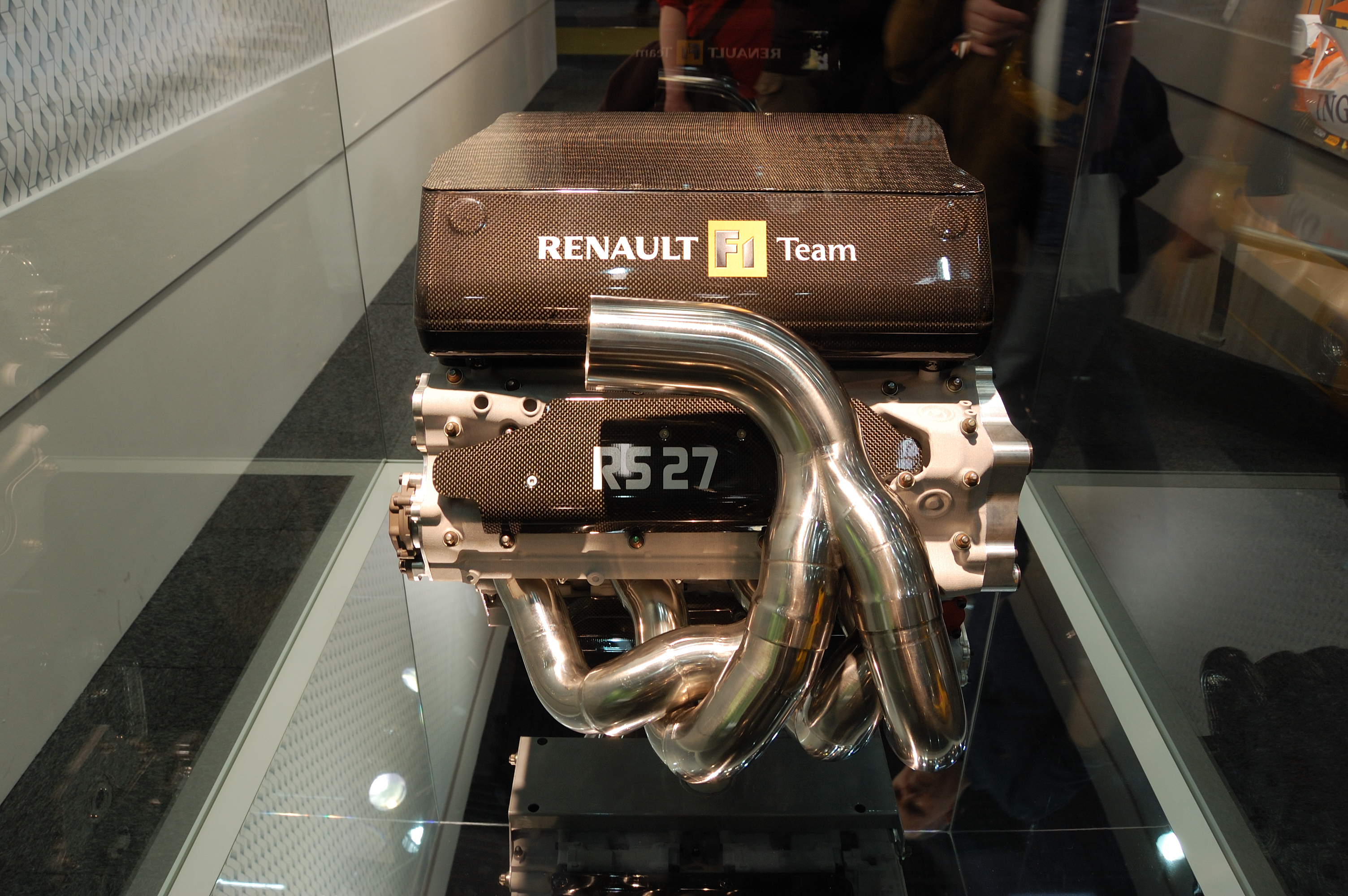
Le moteur V8 RS27 de la Renault R27.

- le RS27 est une version modifiée du moteur RS26 de 2006 utilisé par Fernando Alonso au Grand Prix de Chine et du Japon conformément à l’Annexe 4 du Règlement Sportif de Formule 1 2007[1].
- Type : RS27
- Conception : Renault
- Matériau : aluminium
- Nombre de cylindres : 8
- Angles des cylindres : 90° en V
- Nombre de soupapes : 32
- Distribution : par cascade de pignons et rappel pneumatique des soupapes
- Cylindrée : 2 400 cm³
- Puissance : 770 ch
- Alésage : 98 mm
- Régime maximum : 19 000 tr/min
- Poids : 95 kg
- Injection électronique Magneti-Marelli
- Allumage électronique statique Magneti-Marelli
- Carburant : Elf
- Lubrifiant : Elf
- Batterie : Renault F1 Team
- Bougies : Champion

## Résultats en championnat du monde de Formule 1
| Saison | Écurie              | Moteur       | Pneus       | Pilotes              | Courses | Courses | Courses | Courses | Courses | Courses | Courses | Courses | Courses | Courses | Courses | Courses | Courses | Courses | Courses | Courses | Courses | Points inscrits | Classement |
| Saison | Écurie              | Moteur       | Pneus       | Pilotes              | 1       | 2       | 3       | 4       | 5       | 6       | 7       | 8       | 9       | 10      | 11      | 12      | 13      | 14      | 15      | 16      | 17      | Points inscrits | Classement |
| ------ | ------------------- | ------------ | ----------- | -------------------- | ------- | ------- | ------- | ------- | ------- | ------- | ------- | ------- | ------- | ------- | ------- | ------- | ------- | ------- | ------- | ------- | ------- | --------------- | ---------- |
| 2007   | ING Renault F1 Team | Renault RS27 | Bridgestone |                      | AUS     | MAL     | BAH     | ESP     | MON     | CAN     | USA     | FRA     | GBR     | EUR     | HON     | TUR     | ITA     | BEL     | JAP     | CHI     | BRÉ     | 51              | 3e         |
| 2007   | ING Renault F1 Team | Renault RS27 | Bridgestone | Giancarlo Fisichella | 5e      | 6e      | 8e      | 9e      | 4e      | Dsq     | 9e      | 6e      | 8e      | 10e     | 12e     | 12e     | 9e      | Abd     | 5e      | 11e     | Abd     | 51              | 3e         |
| 2007   | ING Renault F1 Team | Renault RS27 | Bridgestone | Heikki Kovalainen    | 10e     | 8e      | 9e      | 7e      | 13e     | 4e      | 5e      | 15e     | 7e      | 8e      | 8e      | 7e      | 6e      | 8e      | 2e      | 9e      | Abd     | 51              | 3e         |

Légende : ici 